# Crimson Hill
Der Crimson Hill (englisch für Karminrothügel, in Chile Morro Varela) ist ein markanter, eisfreier und 95 m hoher Hügel auf Deception Island im Archipel der Südlichen Shetlandinseln. Er ragt auf der Südseite der Pendulum Cove auf.
Der britische Seefahrer Henry Foster kartierte und benannte ihn 1829 während seiner von 1828 bis 1831 dauernden Antarktisexpedition. Namensgebend ist eine karminrote Bänderung im Gestein des Hügels. Wahrscheinlicher Namensgeber der chilenischen Benennung ist der Geologe Juan Varela, Teilnehmer an der 12. Chilenischen Antarktisexpedition (1957–1958).